# Постметодика
«Постмето́дика» — український науково-методичний педагогічний журнал.
Видається з березня 1993 року в Полтаві. Засновниками журналу були Департамент освіти і науки Полтавської обласної державної адміністрації та Полтавський обласний інститут післядипломної педагогічної освіти.
З 2005 року підтримувався[уточнити] фінансово Полтавською обласною радою.
Головним редактором журналу з 1993 року є Сергій Клепко.

## Історія журналу
У 1996 році 4 номери журналу було видано за підтримки Міжнародного фонду «Відродження». З 1999 році журнал включено до переліку наукових видань ВАК.
2002 року було створено редакційну раду журналу, яку очолив П. І. Матвієнко, 2007 року новим головою ради став Віталій Зелюк.
З 2012 року до співзасновників журналу додався Харківський національний педагогічний університет імені Г.С. Сковороди
У 2013 році випуски планувалося присвятити створенню педагогічного словника.

## Структура й публікації
Журнал виходить у вигляді тематичних випусків, серед яких «Синій птах інновацій в освіті», «Іграшки в школі», «Інтегративне навчання» (2004), «Освіта і влада», «Престиж учителя», «П'ятий клас» (2005), «Економіка освіти» (2007), «Нові горизонти української освіти» (2008), «ONDERWIJS — нідерландська освіта» (2009), «Конструюємо школу майбутнього» (2010), «Горизонти освіти Полтавщини» (2011), «Справедливе оцінювання», «Сприятливе навчальне середовище» (2012) тощо.
Серед рубрик журналу «Філософія освіти», «Педагогічні технології», «Людина в русі: Я знаю, про що говорю», «Директору школи», «Екзамени. Тести», «Читальний зал», «Ретрометодика», «Українське коло», «Менеджмент та бізнес-освіта».
У журналі було опубліковано доповідь Туринської групи «Переосмислення розвитку сфери управління у Новій Європі», що складена за ініціативою та при сприянні Європейського фонду навчання.

## Впливовість
За даними журналу «Імідж сучасного педагога» цей журнал цитується у системі Гугл Академія краще ніж «Постметодика».